# إنريكي إيبارا بيدروزا
إنريكي إيبارا بيدروزا هو محامي وسياسي مكسيكي، ولد في 16 أغسطس 1952 في Tototlán ‏ في المكسيك. نشط حزبياً في الحزب الثوري المؤسساتي. وقد انتخب Municipal President of Guadalajara ‏ وقد انضم خلال فترته النيابية ‏ للكتلة البرلمانية Citizens' Movement (Mexico) ‏ وانتخب عضو مجلس النواب المكسيك ‏.